# Route de Lyon (Grenoble)
La route de Lyon est une voie publique de la commune française de Grenoble. Située dans le quartier de Bastille-Saint-Laurent, à proximité de l'Esplanade, non loin des principales zones commerciales de la ville et du secteur piétonnier.

## Situation et accès

### Situation
Cette voie, également dénommée RD104 sur des cartes routières (dont celle de l'IGN), est positionnée dans la partie septentrionale du territoire de la commune de Grenoble, permet de relier le pont de la Porte de France et le quai de France à la RN481 et à la commune de Saint-Martin-le-Vinoux.
Se présentant selon un axe nord-sud, cette voie débute à l'angle de la place Aristide-Briand et du quai de France à Grenoble pour se terminer rue de la Résistance à Saint-Martin-le-Vinoux

### Accès
La route de Lyon est empruntable par tous les types de véhicules à moteur et les cycles. Au niveau du n°21, une voie carrossable permet de rejoindre le col de Clémencières, situé sur le territoire de la commune de Saint-Martin-le-Vinoux, dans le massif de la Chartreuse.

#### À pied
Cette voie, d'une longueur relativement importante est accessible aux piétons depuis n'importe quel point de la ville depuis les quais et le pont sur l'Isère.

#### Transport public
Depuis le 27 juin 2014, date de l'ouverture de la ligne, cette voie est parallèle à la ligne E du réseau de tramway de l'agglomération grenobloise. Les stations les plus proches se dénomment Annie Fratellini - Esplanade, au sud et Casamaures - Village, au nord.

## Origine du nom
Cette route a reçu, depuis sa création le nom de la ville de Lyon dont elle prend la direction à la sortie nord de Grenoble.

## Historique

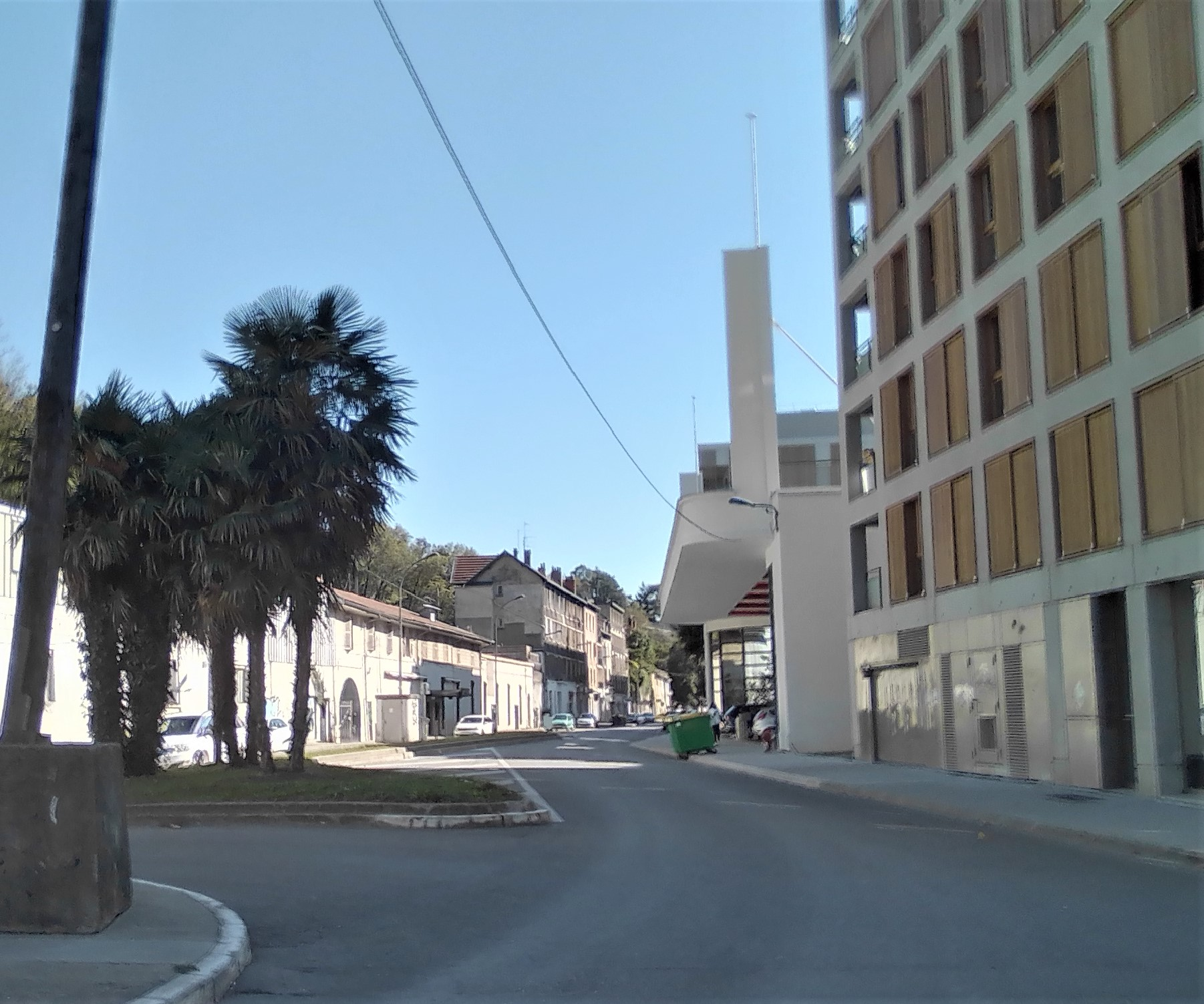
Route de Lyon (au niveau de la bifurcation avec la RN481)

Jusqu'à la fin du Moyen Âge, la route de Grenoble à Lyon empruntait la montée de Chalemont laquelle débutait place de la Cymaise, au cœur du quartier Saint-Laurent.
Étroitement liée à l'Esplanade de Grenoble, cette nouvelle voie a été créée, en 1620, par François de Bonne de Lesdiguières, futur connétable de France et alors, gouverneur de la province royale du Dauphiné, à la suite de la création d’un passage circulable au pied de la colline de la Bastille, alors enrochée jusqu'à l'Isère jusqu'en 1596.

plaque de la RN85

Ancienne route impériale numérotée 93 en 1811, elle est empruntée par Napoléon Ier lors de son retour de l'Ile d'Elbe le 9 mars 1815. 
Durant la Restauration, elle devient une portion la route royale 85 menant « de Châlons à Grenoble par Bourg ». Cette voie a reçu cette appellation officielle le 3 décembre 1889.
En 1967, l'ouverture de la section autoroutière entre La Bastille (sortie Grenoble Centre) et Voreppe pour les Jeux olympiques de Grenoble a pour conséquence une modification de la circulation automobile qui désormais emprunte une bretelle autoroutière qui deviendra ensuite la route nationale 481, à la suite de son déclassement en 2011.

## Bâtiments remarquables et lieux de mémoire

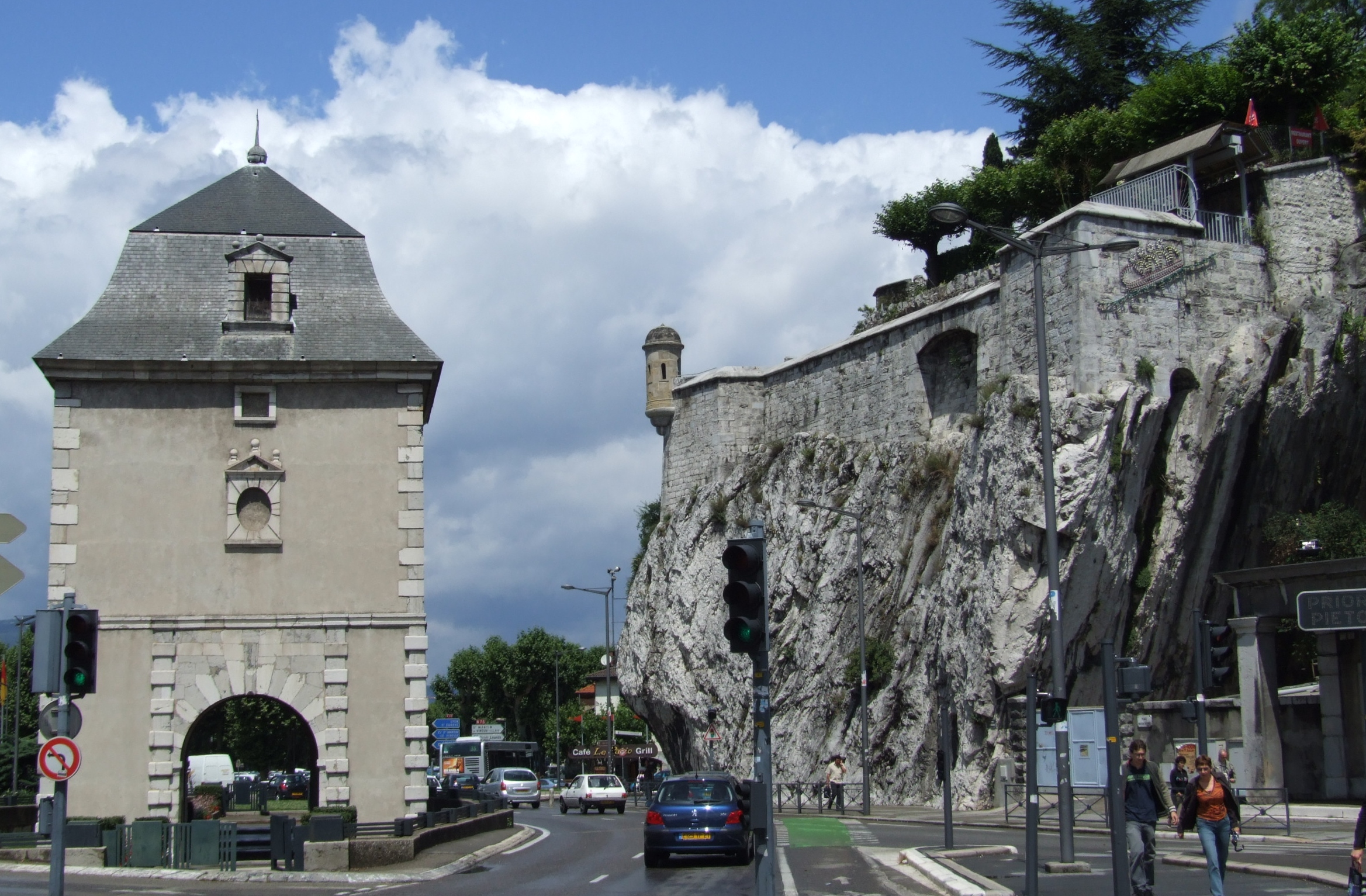
La porte de France en regard du bas des fortifications de la Bastille et l'entrée de la route de Lyon

- L'immeuble du n°4 de la rue est adossée au jardin des Dauphins, un parc de la ville de Grenoble qui surplombe le quartier.

- Située au début de la route de Lyon, à l'entrée sud de l'Esplanade, la porte de France est un des éléments de la fortification de la colline de la Bastille érigée par le duc de Lesdiguières en 1620[8].

- Situé au niveau du n°14 de cette voie, l'entrée d'un site d'escalade dénommé « Les Prises de la Bastille »  permet de rejoindre le site de la via ferrata de Grenoble[9].

- Située à la sortie nord de l'Esplanade, à l'angle de la route de Lyon et visible depuis la RN 481, en entrée (ou sortie) de Grenoble, la colonne olympique dite ouverture dans l'espace, installée en 1967 est l'œuvre de Morice Lipsi[10].

- À la suite de la découverte d'un premier filon de pierre à ciment dirigées par Louis Vicat en 1840, les cimenteries du mont Jalla et de la porte de France mettent en place des usines de traitement du ciment au niveau du quai de France, de la route de Lyon ainsi que de la route de Clémencières où fut même installé un téléphérique afin de transporter la matière brute vers les unités de transformation[11]. La Casamaures, maison de plaisance de style néomauresque, situé à Saint-Martin-le-Vinoux, à quelques mètres de la fin de l'ancienne route de Lyon, a été conçue en 1855 sur la base de ce matériau extrait des mines du mont Jalla.